# Laurent Binet
Laurent Binet (París, 19 de julio de 1972) es un escritor francés, galardonado con el Premio Goncourt.

## Biografía
Hijo de un historiador, se graduó en la Universidad de París en literatura, materia de la que ha sido profesor de enseñanza secundaria y universitaria. 
Ganó el Prix Goncourt du Premier Roman 2010 por su primera novela, HHhH. La novela relata, de un modo personal, el asesinato del líder nazi Reinhard Heydrich en 1942. El título se refiere a las siglas «Himmlers Hirn heisst Heydrich», «el cerebro de Himmler se llama Heydrich».
Su segunda novela, La séptima función del lenguaje, fue galardonada con el Premio Interallié y el Prix du roman Fnac en 2015.

## Obras

### Novelas
- 2010: HHhH, Grasset, ISBN 978-2-246-76001-6
- 2015: La séptima función del lenguaje (La Septième Fonction du langage), Grasset, ISBN 978-2-24677601-7
- 2019: Civilizaciones (Civilizations), Grasset, ISBN 978-2-246-81309-5
- 2023: Perspectivas (Perspective(s)), Grasset, ISBN 978-8-432-24341-7

### Cuentos
- 2000: Forces et faiblesses de nos muqueuses, Le Manuscrit, ISBN 978-2-74810014-3

### No ficción
- 2004: La Vie professionnelle de Laurent B., Little Big Man, autobiografía, ISBN 978-2-915557-52-7
- 2012: Rien ne se passe comme prévu, Grasset, política, ISBN 978-2-24679933-7
- 2020: Dictionnaire amoureux du tennis, con Antoine Benneteau, guía, ISBN 978-2-25927-686-3

### Obras colectivas
- 2017: Qu'est-ce que la gauche?, Fayard, ISBN 978-2-21370458-6

## Adaptaciones
- The Man with the Iron Heart (2017), película dirigida por Cédric Jiménez, basada en la novela HHhH